# Brabham
Motor Racing Developments Ltd. (bolj znano kot Brabham; IPA: [ˈbræbəm]) je bilo moštvo Formule 1, ki sta ga ustanovila Avstralca Jack Brabham (dirkač) in Ron Tauranac (inženir). Osvojilo je štiri dirkaške (1966, 1967, 1981, 1983) in dva konstruktorska naslova (1966, 1967) prvakov v tridesetih letih nastopanja v Formuli 1. Še do danes je naslov Jacka Brabhama v sezoni 1966 edini v zgodovini, ki ga je osvojil dirkač z dirkalnikom, ki je nosil njegovo ime.
V sezonah 1966 in 1977 je moštvo osvojilo oba naslova z avstralskimi motorji Repco. V 60-tih je bil Brabham največji proizvajalec dirkalnikov z odprtimi kolesi na svetu, saj jih je proizvedel 500 do leta 1970. Brabhamovi dirkalniki so osvajali prvenstva Formule 2 in Formule 3 ter sodelovali na dirki Indianapolis 500.
V 70-tih in 80-tih je bil lastnik britanski poslovnež Bernie Ecclestone, moštvo pa je vpeljalo številne novosti - na primer karbonske zavore, dolivanje goriva in hidropnevmatično vzmetenje. V 80-tih je osvojilo še dva dirkaška naslova z Brazilcem Nelsonom Piquetom in postalo prvo moštvo, ki je osvojilo naslov z dirkalnikom s turbo motorjem.
Po tem, ko je Ecclestone leta 1987 moštvo prodal, je moštvo prevzela japonska družba Middlebridge Group. Toda v sredini sezone 1992 so bankrotirali, kar je preiskoval celo britanski urad za preprečevanje prevar.

## Začetki
Moštvo Brabham sta ustanovila Avstralca Jack Brabham in Ron Tauranac, ki sta se spoznala leta 1951 kot uspešna konstruktorja in dirkača v Avstraliji. Brabham je bil uspešnejši in je dirkaško kariero leta 1955 nadaljeval v Združenem kraljestvu, kjer je najprej dirkal za moštvo Cooper Car Company. Do sezone 1958 je napredoval v dirkača za Formulo 1, najvišji razred motošporta, kot ga označuje FIA, krovna organizacija dirkaškega športa. V sezonah 1959 in 1960 je Brabham osvojil dirkaška naslova prvaka z revolucionarnim Cooperjevim dirkalnikom z motorjem nameščenim za dirkačem.
Kljub prednosti s prvim tovrstnim dirkalnikom, pa sta bila moštvo Cooper in njegov glavni inženir Owen Maddock zelo zadržana pri nadaljnjih izboljšavah dirkalnika. Brabham je pritiskal na moštvo za nove izboljšave in igral pomembno vlogo v razvoju zelo uspešnega Cooperjevega dirkalnika Cooper T53 za sezono 1960, s pomočjo starega prijatelja Tauranaca. Brabham je bil prepričan, da lahko naredi boljši dirkalnik kot Cooper, zato je leta 1959 Tauranaca povabil v Veliko Britanijo, na začetku za izdelovanje nadgradenj za cestna avtomobila Sunbeam Rapier in Triumph Herald, toda z dolgoročno vizijo lastnega dirkaškega moštva. Brabham je opisal Tauranaca kot »absolutno edinega človeka, s katerim bi šel v partnerstvo«. S tem ciljem sta Brabham in Tauranac ustanovila Motor Racing Developments Ltd. (MRD), pri čimer sta se izognila uporabi katerega od svojih priimkov. Nova družba naj bi s Cooperjem tekmovala za tržni delež dirkalnikov po naročilu. Ker je bil Brabham še vedno zaposlen v Cooperju, je Tauranac prvi dirkalnik MRD-ja razvijal v tajnosti za nižjo serijo Formula Junior. Dirkalnik je bil predstavljen poleti leta 1961, MRD pa je bil kmalu preimenovan. Motošportni novinar Jabby Crombac je namreč izpostavil, da bi Francozi to kratico prebrali podobno kot francosko besedo merde. Posledično so bili dirkalniki znano kot Brabhami, oznaka pa je bila BT kot Brabham Tauranac.
Do sezone 1961 sta tudi Lotus in Ferrari naredila dirkalnika z motorjem za dirkačem, ki je bil še bolj napreden od Cooperjevega, zato je imel Brabham slabo sezono z le štirimi osvojenimi prvenstvenimi točkami. Po tem ko je s privatnim dirkalnikom Cooper sodeloval ne nekaj neprvenstvenih dirkah v sezoni 1961, je Brabham zapustil moštvo pred sezono 1962, v kateri je sodeloval z dirkalniki svojega moštva Brabham Racing Organisation, ki jih je izdelovalo podjetje Motor Racing Developments.

## Dirkaška zgodovina - Formula 1

### Jack Brabham in Ron Tauranac (1961–1970)
Motor Racing Developments se je najprej posvetil služenju denarja z izgradnjo dirkalnikov po naročilu za nižje razrede Formul, zato nov dirkalnik Formule 1 ni bil pripravljen do sredine sezone 1962. Brabham Racing Organisation (BRO) je tako moral začeti sezono s starejšo Lotusovo šasijo, s katero sta se oba dirkača Brabhama uspela dvakrat uvrstiti med dobitnike točk, dokler na dirki za Veliko nagrado Nemčije niso debitirali s turkizno obarvanim dirkalnikom Brabham BT3. Sicer je Jack Brabham zaradi težave s pedalom za plin odstopil v devetem od petnajstih krogov, toda v zadnjem delu sezone je osvojil dve četrti mesti.
Od sezone 1963 je bil Brabhamov dirkaški kolega v moštvu Američan Dan Gurney, dirkalniki pa so bili zdaj obarvani v avstralske nacionalne barve, zeleno in zlato. Jack Brabham je dosegel prvo zmago moštva na neprvenstveni dirki Solituderennen v sezoni 1963. Gurney pa je dosegel prvi prvenstveni zmagi v naslednji sezoni 1964, na dirkah za Veliko nagrado Francije in Veliko nagrado Mehike. Brabhamovi tovarniški in privatni dirkalniki pa so dosegli še tri zmage na neprvenstvenih dirkah v sezoni 1964. Sezona 1965 pa ni bila tako uspešna, končala se je celo brez zmage. Brabham je že tri leta zapored končal na tretjem ali četrtem mestu v konstruktorskem prvenstvu, slaba zanesljivost dirkalnikov pa je večkrat po obetavnem začetku uničila dirko. Športni novinarji, kot sta bila Mike Lawrence in David Hodges, so napisali, da je pomanjkanje denarja stalo moštvo boljših rezultatov, kar je potrdil tudi Ron Tauranac.
Za sezono 1966 je FIA podvojila največjo dovoljeno delovno prostornino motorjev na 3,0L, taki motorji pa so bili v tistem času sila redki. Brabham je uporabljal avstralske motorje Repco, ki pred tem niso nikoli dobavljali motorjev moštvu Formule 1, temeljili pa so na aluminijastem motorju V8 iz propadlega projekta cestnega avtomobila Oldsmobile F85. Phil Irving iz tovarne Vincent Motorcycle je bil kot glavni inženir najbolj zaslužen za izgradnjo dobrega motorja v tako kratkem času. Kljub temu, pa jih je le malo verjelo, da bo dirkalnik Brabham-Repco konkurenčen, toda lahki in zanesljivi Brabhamovi dirkalniki so vse od začetka sezone dirkali v ospredju. Na dirki za Veliko nagrado Francije na dirkališču Reims-Gueux je Jack Brabham postal prvi dirkač v zgodovini Formule 1, ki je zmagal na prvenstveni dirki z dirkalnikom, ki je nosil njegovo ime. Od takrat je ta dosežek uspelo ponoviti le njegovem bivšem moštvenem kolegu Brucu McLarnu. To je bila le prva od štirih zaporednih zmag, s katerimi je zdaj že štiridesetletni Jack Brabham osvojil še svoj tretji naslov prvaka, s čimer je postal prvi in do sedaj edini dirkač v zgodovini Formule 1, ki je osvojil dirkaški naslov prvaka z dirkalnikom, ki je nosil njegovo ime (cf Surtees, Hill in Fittipaldi Automotive). V sezoni 1967 je naslov prvaka osvojil Jackov moštveni kolega, Novozelandec Denny Hulme, ki je imel med sezono manj težav z okvarami, verjetno zaradi želje Brabhama, da najprej sam preizkusi nove dele dirkalnika. Moštvo Brabham je v obeh sezonah osvojilo še konstruktorski naslov.
Za sezono 1968 je Avstrijec Jochen Rindt zamenjal Hulmeja, ki je prestopil v McLaren. Repco je izdelal močnejšo različico motorja V8, da bi bil konkurenčen Fordovemu novem motorju Cosworth DFV, toda izkazal se je za nezanesljivega. Počasna komunikacija med Veliko Britanijo in Avstralijo pa je naredila popravljanje napak motorja še toliko bolj zapleteno. Dirkalnik je bil hiter, Rindt je v sezoni osvojil dva najboljša štartna položaja, toda Brabham in Rindt sta skupaj končala le tri dirke v sezoni, skupno pa je moštvo osvojilo le deset točk.
Čeprav je za sezoni 1969 Brabham pridobil motorje Cosworth DFV, pa je Rindt prestopil v Lotus. Njegova zamenjava, Jacky Ickx, je imel dobro drugo polovico sezone z zmagama na dirkah za Veliko nagrado Nemčije in Veliko nagrado Kanade, Jack Brabham pa je moral zaradi nesreče na testiranjih izpustiti nekaj dirk. Ickx je osvojil drugo mesto v dirkaškem prvenstvu z 37-imi točkami, prvak pa je postal Jackie Stewart s 63-imi. Brabham je dosegel nekaj najboljših štartnih položajev in dve uvrstitvi na stopničke, toda kar polovico dirk ni končal. Moštvo Brabham je bilo tudi drugo v konstruktorskem prvenstvu, k čemer je pripomogel tudi Piers Courage z drugima mestoma na dirkah za Veliko nagrado Monaka in Veliko nagrado ZDA s privatnim Brabhamom moštva Frank Williams Racing Cars.
Jack Brabham se je nameraval upokojiti ob koncu sezone 1969 in prodati delež v moštvu Tauranacu. Toda Rindtova odločitev, da ostane v Lotusu, je pomenila, da je moral Brabham dirkati še eno sezono. Zmagal je na prvi dirki sezone 1970 za Veliko nagrado Južne Afrike in bil med sezono hiter, toda prevečkrat je odstopil zaradi mehaničnih okvar. Skupaj z drugim dirkačem moštva Rolfom Stommelenom, sta moštvu prinesla četrto mesto v konstruktorskem prvenstvu.

### Ron Tauranac (1971)
Tauranac je za sezono 1971 v moštvo pripeljal dvakratnega prvaka Grahama Hilla in mladega Avstralca Tima Schenkena. Tauranac je zasnoval nenavaden dirkalnik Brabham BT34, ki je zaradi svojega videza dobil vzdevek Lobster claw. Dvojni hladilnik je bil nameščen pred prednjima kolesoma, edina različica pa je bila zgrajena za Hilla. Čeprav Hill po nesreči v sezoni 1969 ni bil več med najhitrejšimi dirkači, pa je dosegel svojo zadnjo zmago na neprvenstveni dirki BRDC International Trophy na dirkališču Silverstone, v konstruktorskem prvenstvu pa je moštvo doseglo le sedem točk.
Tauranac, inženir po duši, je začutil, da njegov proračun okoli 100.000 dolarjev ni bil dovolj, da bi lahko deloval sam, zato je začel iskati izkušenega finančnega partnerja. Moštvo je za 100.000 dolarjev kupil Britanski poslovnež Bernie Ecclestone, nekdanji manager Jochena Rindta in dotedanji lastnik moštva Connaught. Tauranac je ostal v moštvu kot glavni inženir in šef tovarne.

### Bernie Ecclestone (1972–1987)
Tauranac je na začetku sezone 1972 zapustil moštvo, ker je Ecclestone spremenil organizacijo Brabhama brez posvetovanja z njim. Ecclestone je kasneje povedal, da se razmerje med njima ne bi odneslo, kajti oba naj bi imela način reševanja težav v slogu: »Bodi razumen in naredi zadevo na moj način!«. Vrhunec sicer slabe sezone za moštvo, ki je nastopali s kar tremi različnimi modeli dirkalnikov, je bil najboljši štartni položaj Carlosa Reutemanna na njegovi domači dirki za Veliko nagrado Argentine in zmaga na neprvenstveni dirki za Veliko nagrado Interlagosa. Za sezono 1973 je Ecclestone inženirja Gordona Murraya postavil za šefa inženirjev. Mladi Južnoafričan je naredil trikotniško oblikovan dirkalnik Brabham BT42, s katerim je Reutemann dosegel dve uvrstitvi na stopničke in sedmo mesto v dirkaškem prvenstvu.
V sezoni 1974 je Reutemann dosegel prve tri zmage v svoji karieri, Brabhamove prve po sezoni 1970. Moštvo je zasedlo peto mesto v konstruktorskem prvenstvu in izkoristilo boljše dirkalnike Brabham BT44. Po dobri sezoni so jih mnogi šteli za favorite pred naslednjo sezono 1975, ki se je za moštvo začela odlično s prvo zmago Joséja Carlosa Paceja na njegovi domači in drugi dirki sezone za Veliko nagrado Brazilije. Toda v nadaljevanju sezone je prekomerna obraba pnevmatik pogosto upočasnjevala dirkalnike na dirkah. Pace je dosegel še dve uvrstitvi na stopničke in končal na šestem mestu v dirkaškem prvenstvu, Reutemann pa je s petimi uvrstitvami na stopničke, tudi zmago na dirki za Veliko nagrado Nemčije, zasedel tretje mesto v dirkaškem prvenstvu. V konstruktorskem prvenstvu je Brabham zasedel drugo mesto, kar je najboljša uvrstitev moštva po sezoni 1969.
Medtem ko sta se konkurenčni moštvi Lotus in McLaren zanašali na motorje Cosworth DFV vse od konca šestdesetih do začetka osemdesetih let, je Ecclestone videl priložnost za prednost pred konkurenti v drugem motorjem. Kljub uspehu Murrayovih dirkalnikov, ki jih je poganjal Cosworthov motor, je Ecclestone podpisal pogodbo z Alfo Romeo za njihove močne motorje  flat-12 od sezone 1976 naprej. Motorji so bili brezplačni, toda novi dirkalniki Brabham BT45 so bili obarvani v barvah Martini Racinga, toda bili so nezanesljivi in pretežki. V sezonah 1976 in 1977 je Brabham padel nekje v sredino, zato je Reutemann že pred koncem sezone 1976 zapustil moštvo in prestopil v Ferrari. Pred sezono 1977 ga je zamenjal John Watson, toda moštvo je izgubilo tudi Paceja, ki se je na začetku sezone 1977 smrtno ponesrečil v letalski nesreči.
Za sezono 1978 je imel Murrayov Brabham BT46 več novih tehnologij, s katerimi je želel premagati preveliko težo dirkalnika in ostale pomanjkljivosti zaradi Alfinega motorja. Ecclestone je v moštvo pripeljal dvakratnega prvaka Niki Lauda, ki je imel kar 1 milijon dolarjev plače, kar je pokril nov italijanski sponzor Parmalat. V sezoni 1979 je bil dominantni dirkalnik Lotus 79, ki je izkoriščal podtlak pod dirkalnikom, toda Lauda je zmagal na dveh dirkah z dirkalnikom Brabham BT46, na eni od teh s kontroverzno verzijo BT46B z ventilatorjem.
Partnerstvo z Alfo Romeo se je med sezono 1979 končalo, v moštvo pa je prišel mladi Brazilec Nelson Piquet. Murrayev novi dirkalnik Brabham BT48, ki je dobro izkoriščal podtlak pod dirkalnikom, je bil zgrajen okoli novega motorja Alfa Romeo V12 in je imel revolucionarne karbonske zavore, ki jih je Brabham izdelal prvič poskusno leta 1976. Toda zaradi nepričakovanega upogibanja aerodinamičnih elementov je bilo opravljanje z dirkalnikom nepredvidljivo, motor pa je bil nezanesljiv. Zato je moštvo na koncu sezone zasedalo le osmo mesto v konstruktorskem prvenstvu. Alfa Romeo je med sezono začela testirati lastni dirkalnik, zato se je moral Ecclestone vrniti na motorje Cosworth DFV, kar je Murray opisal z besedam: »Kot da bi bili na počitnicah!«. Novi lažji dirkalnik Brabham BT49, ki ga je poganjal Cosworthov motor, je bil nared ob koncu sezone 1979 za dirko za Veliko nagrado Kanade. Na treningu pred dirko je Lauda napovedal svojo takojšnjo upokojitev, kar je kasneje razložil z besedami: »Dirkanje v krogih mi ne prinaša več užitka.«.
Dirkalnik BT49 je bil uporabljen kar v štirih sezonah. V sezoni 1980 je Piquet dosegel tri zmage, moštvo pa je osvojilo tretje mesto v konstruktorskem prvenstvu. V tej sezoni je moštvo dirkalnike obarvalo v modro in belo, kar je bilo značilno za dirkalnike Brabham nato vse do zadnjega v sezoni 1992. Z boljšim razumevanjem ustvarjanja in delovanja podtlaka, je moštvo naredilo novo verzijo dirkalnika BT49C za sezono 1981 s hidropnevmatičnim vzmetenjem, da bi se izognili omejitvi glede višine dirkalnika, kar naj bi zmanjševalo podtlak. Piquet, ki je pri razvoju testno sodeloval z Murrayem, je z njim osvojil dirkaški naslov prvaka s tremi zmagami, toda pojavile so se tudi obtožbe o goljufanju.
Renault je v Formulo 1 vnesel turbo motorje prvič v sezoni 1977. Brabham je testiral BMW-jev 4-cilindrični M10 turbo motor poleti leta 1981. Za sezono 1982 je moštvo izdelalo nov dirkalnik Brabham BT50 okoli BMW-jevega motorja, ki je bil kot Repco šestnajst let pred tem, vzet iz cestnega avtomobila. Brabham je nadaljeval z dirkanjem z dirkalniki BT49D s Cosworthovim motorjem v začetku sezone, med tem ko so reševali težave z zanesljivostjo in obnašanjem dirkalnika z BMW-jevim motorjem. Odnos med Brabhamom in BMW-jev se je poslabšal, ker je nemško podjetje vztrajalo, da Brabham dirka z njihovimi motorji. Dirkalnik s turbo motorjem BT50 je prvo zmago dosegel na dirki za Veliko nagrado Kanade, Piquet pa je osvojil dirkaški naslov prvaka v sezoni 1983, po tem ko je prav na zadnji dirki sezone za Veliko nagrado Južne Afrike premagal do tedaj vodilnega v prvenstvu Alaina Prosta z Renaultom, s čimer je postal prvi dirkač, ki je osvojil naslov prvaka z dirkalnikom s turbo motorjem. Kljub uspehu Brazilca pa moštvo niti v sezoni 1981, niti v sezoni 1983 ni osvojila konstruktorskega naslova prvaka, ker drugi dirkači v moštvu niso dosegali podobni uspehov, zmagati je uspel le še Riccardo Patrese.
Piquet je na dirki za Veliko nagrado Francije v sezoni 1985 dosegel zadnjo zmago moštva, preden je po koncu sezone prestopil v Williams. Po sedmih letih in dveh naslovih prvaka ni bil zadovoljen s plačo, ki mu jo je Ecclestone ponudil za sezono 1986. Sezona je bila zelo slaba, saj se je Murrayov radikalno dolg in nizek Brabham BT55 z motorji BMW dosegel le dve točki. BMW in Brabham se nista strinjala, ali je bila za slabe rezultate bolj kriva šasija ali motor dirkalnika. Elio de Angelis je postal prva smrtna žrtev moštva, ko se je smrtno ponesrečil na testiranju na dirkališču Paul Ricard. Avgusta je BMW, ki je razmišljal tudi o svoji dirkalnikih, napovedal izstop iz Formule 1. Murray, ki je v veliki meri prevzel vodenje moštva, kajti Ecclestone je bil bolj zaposlen s svojo vlogo v Formula One Constructors Association, je začutil, da moštvo ne deluje več kot je v zadnjih petnajstih letih, in je zapustil moštvo, novembra pa je prestopil v McLaren.
Ecclestone je držal BMW-jeve motorje do izteka pogodbe v sezoni 1987, toda nemška tovarna ni dobavljala konkurenčnih motorjev, boljše motorje pa so dobavljali Arrowsu. Pomembnejši člani moštva, tudi Murray, so povedali, da je tedaj Ecclestone že izgubil interes za vodenje moštva. Sezona 1987 je bila le malo boljša od predhodne sezone, Patrese in de Cesaris sta skupaj zmogla le deset prvenstvenih točk. Ker Ecclestone ni mogel najti dobrega dobavitelja motorjev, je moštvo zamudilo zadnji rok FIE za prijavo v prvenstvo sezone 1988, in Ecclestone je napovedal umik moštva iz Formule 1 na dirki za Veliko nagrado Brazilije aprila 1988. MRD je prodal Alfi Romeo, kupnina ni znana.

### Joachim Luhti (1989)
Moštvo Brabham je izpustilo sezono 1988, med katero je prišlo do menjave lastnika. Novi Brabham BT58, ki ga je pogajal motor Judd (še ena od družb, ki jih je ustanovil Jack Brabham), je bil izdelan za sezono 1989. Italijanski dirkač Stefano Modena je dirkal v moštvo ob bolj izkušenem Martinu Brundlu. V konstruktorskem prvenstvu je moštvo zasedlo osmo mesto, Modena pa je na dirki za Veliko nagrado Monaka osvojil zadnjo uvrstitev moštva na stopničke.

### Middlebridge Racing (1990–1992)
Po aretaciji Luhtija zaradi obtožb o izmikanju plačevanja davkov sredi leta 1989 si je več partnerjev želelo lastništvo nad Brabhamom. Middlebridge Group Limited, japonska inženirska družba, ki je z moštvom Middlebridge Racing sodelovala že v prvenstvu Formule 3000, je prevzela nadzor nad Brabmahom pred sezono 1990. V kupnino je bil vključen tudi kredit 1 milijon funtov pri finančni družbi Landhurst Leasing, toda moštvo je ostalo z zelo majhnim proračunom in je v zadnjih treh sezonah osvojila le nekaj uvrstitev med dobitnike točk. Najmlajši sin Jacka Brabham, David, je v sezoni 1990 dirkal kratek čas v moštvu. Podobno tudi Damon Hill, sin nekdanjega prvaka z Brabhamom, Grahama Hilla, v sezoni 1992. Hill je prestopil v odmirajoče moštvo Brabham, po tem ko je moštvo odpustilo Giovanno Amati, zadnji dirkačico ki je poskušala dirkati v Formuli 1, dokler ni zmanjkalo sponzorskih sredstev.
Argentinec Sergio Rinland je izdelal zadnje dirkalnike Brabhama okrog motorjev Judd, razen v sezoni 1992, ko so uporabljali Yamahine motorje. V sezoni 1992 se je moštvo redko uspelo kvalificirati na dirke. Hill je zadnjo uvrstitev na dirki dosegel na Veliki nagradi Madžarske, ko je dosegel enajsto mesto z več kot štirimi krogi zaostanka za zmagovalcem. Še pred koncem sezone je moštvu zmanjkalo denarja in je bankrotiralo. Middlebridge Group Limited ni mogel več vračati denarja za zdaj že 6 milijon funtov velik kredit pri družbi Landhurst Leasing, ki je šla v prisilno poravnavo. Primer je preiskoval celo britanski urad za preprečevanje prevar. Landhurstovi direktorji so bili spoznani krive korupcije in obsojeni na zaporne kazni, ker so jemali podkupnine za nova posojila Middlebridgu. Brabham je bil tako eden štirih moštev, ki je v tisti sezoni zapustila Formulo 1 (cf March Engineering, Fondmetal in Andrea Moda Formula). Čeprav so bili pogovori o oživitvi moštva za prihodnjo sezono 1993, pa je njeno premoženje prešlo na Landhurst Leasing, ki ga je prodala na dražbi leta 1993. Staro tovarno moštva v Chessingtonu je leta 2006 kupilo moštva Carlin DPR, ki nastopa v prvenstvu GP2.

## Motor Racing Developments
Jack Brabham in Ron Tauranac sta družbo, ki sta jo leta 1961 ustanovila za izgradnjo dirkalnikov po naročilu, poimenovala Motor Racing Developments (MRD). Prvotno sta imela oba polovični delež družbe. Tauranac je skrbel za inženirsko delo in vodenje poslov, Brabham pa je bil testni dirkač in je sklepal posle, kot na primer za uporabo motorjev Repco ali vetrovnika MIRA. Prispeval je tudi ideje ob načrtovanju dirkalnikov, pogosto pa je pomagal izdelovati tudi dele ter nato še sestavljati dirkalnike.
Med letoma 1963 in 1965 MRD ni bil direktno udeležen v Formuli 1, kjer je nastopalo Brabhamovo moštvo Brabham Racing Organisation (BRO). Kot ostale stranke, ki so kupovale dirkalnike pri MRD-ju, je BRO kupoval dirkalnike, prvotno po 3.000 funtov na dirkalnik, v kar pa ni bil vključen razvoj. MRD pa je pogosto nastopal v ostalih kategorijah Formul. Tauranac ni bil zadovoljen zaradi njegove distance do Formule 1, dokler v sezoni 1966 ni popolnoma izgubil interes za izdelovanje dirkalnikov Formule 1 pod trenutnimi razmerami. Brabham je iskal druge dobavitelje šasij za BRO, toda dosegla sta dogovor, da je MRD od sezone 1966 bolj udeležen v Formulo 1. Po tem ko je Jack Brabham prodaj svoj delež v MRD-ju Ronu Tauranacu konec leta 1969, je MRD tudi uradno nastopal v Formuli 1, čeprav je bilo ime zaradi sponzorskih pogodb na uradnih seznamih dirk različno.
Čeprav so prvi dirkalnik zgradili šele leta 1961, je MRD do sredine šestdesetih let prehitel uveljavljene konstruktorje, kot je bil Cooper, ter postal največji proizvajalec enosedežnih dirkalnikov na svetu, do leta 1960 pa so zgradili že 500 dirkalnikov. Med ostalimi moštvi Formule 1, ki so dirkala z Brabhami, sta bila najuspešnejši Frank Williams Racing Cars in Rob Walker Racing Team. Na dirki za Veliko nagrado Velike Britanije 1965 je nastopalo kar sedem dirkačev z Brabhami, od tega le dva iz tovarniškega moštva, v tej sezoni pa je bilo običajno na dirkah štiri ali pet dirkačev z Brabhami. Tovarna je izdelala številne dirkalnike za nižje kategorije Formul vsako leto, največ 89 leta 1966. Brabham je imel sloves, da so bili dirkalniki za stanke enako dobri kot tisti, ki jih je uporabljalo tovarniško moštvo na dirkah in so bili uporabni takoj. MRO je tudi strankam ponujalo veliko podporo, ki je vključevala tudi pomoč pri nastavitvi dirkalnika s strani Jacka Brabhama. V tem času so bili dirkalniki znani kot Repco Brabhami, ne zaradi uporabe motorjev Repco v Formuli 1 med sezonama 1966 in 1968, ampak zaradi manjše sponzorske pogodbe, po kateri je Repco dobavljal dele za dirkalnike Jacku Brabhamu že vse odkar je bil ta pri Cooperju.
Ob koncu leta 1971 je Bernie Ecclestone kupil MRD. Zadržal je ime znamke Brabham, kot tudi prihodnji lastniki družbe. Čeprav se je še nekaj časa nadaljevala proizvodnja dirkalnikov za stranke tudi pod Ecclestonom, pa se je Britanec kasneje predvsem posvečal dirkanju v Formuli 1. Zadnji dirkalniki za stranke sta bila dirkalnika Formule 2 BT40 in Formule 3 BT41 iz leta 1973, kasneje pa je Ecclestone še prodal nekdanje dirkalnike Formule 1 Brabham BT44B RAM Racingu v drugi polovici leta 1976.
Leta 1988 je Ecclestone prodal Motor Racing Developments Alfi Romeo. Moštvo tiste sezone ni nastopalo v Formuli 1, toda Alfa Romeo je moštvu naložila izdelavo prototipa dirkalnika »Procar«, dirkalnika z obliko limuzine (Alfa Romeo 164), ki bi vsebovalo izgradnjo dirkalne šasije in namestitev motorja za dirkačem, mišljeno za serijo, da bi večji proizvajalci podpirali dirke Formule 1. Dirkalnik je bil poimenovan Brabham BT57.

## Dirkaška zgodovina - ostale kategorije

### Indycar
Brabhamovi dirkalniki so sodelovali na dirki Indianapolis 500 od sredine šestdesetih leto do zgodnjih sedemdesetih. Po ustavljenem projektu za dirko leta 1962, se je MRD obvezal zgraditi šasijo za Indycar okoli ameriškega motorja Offenhauser. Rezultat tega, Brabham BT12, je bil uporabljen s strani Jacka Brabhama na dirki leta 1964, kjer pa je odstopil zaradi luknje v rezervoarju za gorivo. Dirkalnik je ponovno nastopil na dirki leta 1966, ko je Jim McElreath zasedel tretje mesto. V letih 1968, 1969 in 1970 se je Brabham vrnil na dirko Indianapolis 500, na začetku z 4,2L verzijo Repcovega V8 motorja, ki je bil uporabljen v Formuli 1 in s katerim je Peter Revson na dirki leta 1969 zasedel peto mesto, nato pa so leta 1970 spet uporabili Offenhauserjev motor. Kombinacija Brabham-Offenhauser je bila uporabljena ponovno leta 1971, ko je z J.C. Agajanianovim dirkalnikom peto mesto osvojil Bill Vukovich II. Brabhamov dirkalnik ni uspel nikoli zmagati na dirki Indianapolis 500, je pa McElreath zmagal na štirih dirkah prvenstva USAC v letih 1965 in 1966 z dirkalnikom Brabham BT12. Dean Van Lines Special, s katerim je Mario Andretti osvojil prvenstvo USAC, je bila direktna kopija tega dirkalnika, zgradil ga je Andrettijev šef mehanikov Clint Brawner. Revson je dosegel zadnjo zmago Brabhama v prvenstvu USAC leta 1969 z dirkalnikom BT25, ki je uporabljal Repcov motor.

### Formula 2
V šestdesetih in zgodnjih sedemdesetih letih so dirkači Formule 1 pogosto nastopali tudi na dirkah Formule 2. Leta 1966 je MRD zgradil dirkalnik BT18 za dirke nižje kategorije, motor pa je bil Hondin. Dirkalnik je bil izjemno uspešen, saj je zmagal na enajstih zaporednih dirkah Formule 2, ki sta jih dosegla Brabham in Hulme. Dirkalnik je na dirke prijavil MRD, ne Brabham Racing Organisation, da bi se izognili direktnemu sporu z Repcom, njihovem dobaviteljem motorjev za Formulo 1.

### Formula 3
Prvi Brabhamov dirkalnik Formule 3 je bil BT9, ki je v sezoni 1964 zmagal na štirih pomembnejših dirkah. BT15, ki je sledil leta 1965, je bil izjemno uspešen dirkalnik. Prodanih je bilo 58 dirkalnikov, ki so dosegli 42 zmag na pomembnejših dirkah. Nadaljnji razvoj, ki je temeljil na istem konceptu, sledil pa je tudi pojavu krilc, je bil zelo konkurenčen vse do leta 1971. BT38C iz leta 1972 je bil Brabhamov prvi dirkalnik zgrajen iz školjke in prvi dirkalnik, ki ga ni naredil Tauranac. Čeprav so dobili 40 naročil, pa ni bil tako uspešen kot njegovi predhodniki. BT41 oglate oblike je bil zadnji Brabhamov dirkalnik Formule 3.

### Športni dirkalniki
Tauranac ni užival v izdelovanju športnih dirkalnikov, zato je temu namenil le majhen delež časa, ki ga je v MRD-ju namenil izredno uspešnim enosedežnim dirkalnikom. Med letoma 1961 in 1972 je bil zgrajenih le štirinajst športnih dirkalnikov, od skupno 600 dirkalnikov. BT8A je bil edini športni dirkalnik zgrajen v nekaj večji seriji in je bil razmeroma uspešen na nacionalnih dirkah Velike Britanije v letih 1964 in 1965. Podoben koncept je bil nadgrajen z dirkalnikom BT17 leta 1966, ki je bil opremljen z 4,1L motorjem Repco za Can-Am, toda zgrajen je bil le en primerek, projekt pa je bil zaradi nezanesljivosti motorja hitro opuščen.

## Tehnične inovacije
Brabham je imel sloves tehnično konservativnega moštva v šestdesetih letih, predvsem ker so se držali tradicionalnega sestavljenega ogrodja dirkalnika še dolgo po tem, ko je Lotus predstavil lažjo in trdnejšo školjko v sezoni 1962. Glavni inženir Brabhama Tauranac je takrat menil, da školjke v začetnem obdobju še niso bil toliko trdnejše od dobro zgrajenih sestavljenih ogrodij, težje jih je bilo popravljati in niso bile primerne za MRD-jeve stranke. Njegovi staromodni dirkalniki so osvojili tako konstruktorska kot tudi dirkaška naslova v sezonah 1966 in 1967, vse do obvezne uporabe školjk, ki so bile varnejše, za sezono 1970 pa so bili še konkurenčni.
Kljub oznaki konservativnega moštva, pa je bil Brabham prvo moštvo Formule 1, ki je leta 1963 začelo uporabljati vetrovnik, s katerim so želeli zmanjšati upor zraka in preprečili, da bi dirkalnik pri velikih hitrostih dvigovalo. Uporaba vetrovnikov je postala pravilo šele v zgodnih osemdesetih letih in je eden najpomembnejših dejavnikov pri izdelavi modernih dirkalnikov. Proti koncu šestdesetih leti so začela moštva izkoriščati aerodinamični podtlak, ki je pritiskal pnevmatike ob tla in s tem omogočal hitrejšo vožnjo skozi ovinke. Na dirki za Veliko nagrado Belgije 1968 sta bila Brabham in Ferrari prva, ki sta uporabila zadnje krilce iste širine kot je bil dirkalnik, za povečevanje podtlaka pod dirkalnikom.
Moštveno najbolj plodno obdobje tehničnih inovacij pa je bilo v sedemdesetih in osemdesetih letih, ko je bil tehnični direktor Gordon Murray. Leta 1976 je moštvo začelo izdelovati karbonske zavore, ki so bile lažje od klasičnih ter mnogo bolj učinkovite. Zgodnje verzije so uporabljale karbonske zavorne plošče in jeklene diske s karbonskimi delci, tehnologija pa na začetku ni bila zanesljiva. V sezoni 1976 je Carlos Pace na dirkališču Österreichring pri 290 km/h doživel hudo nesrečo, ko je zaradi zadrževanja toplote v zavornem sistemu zavrela zavorna tekočina. Do sezone 1979 je Brabham razvil učinkovite karbonske zavore, ki so imele tako diske kot tudi zavorne plošče iz karbona. Do poznih osemdesetih let so karbonske zavore uporabljali že skoraj vsi dirkalniki na najvišji ravni dirkanja v različnih serijah.
Čeprav je Brabham eksperimentiral s krilci in krili pod dirkalnikom sredi sedemdesetih let, pa moštvo kot tudi ostali konkurentje niso popolnoma razumeli Lotusovega dirkalnika iz leta 1977, ki je izkoriščal podtlak pod dirkalnikom. Brabham BT46B je proizvajal ogromen podtlak pod dirkalnikom z ventilatorjem, ki je sesal zrak izza dirkalnika, čeprav so trdili, da je namenjen le hlajenju. Ta dirkalnik je nastopil le na eni dirki Formule 1 za Veliko nagrado Švedske 1978, kjer je z njim zmagal Niki Lauda, dokler FIA ni zaprla luknje v pravilih.
Čeprav je bil Murray prvi, ki je leta 1979 uporabil lahka karbonska vlakna pri okrepitvi Brabhamove šasije, je bil zaradi zgledovanja po Tauranacu zadnji, ki je uporabil školjko. Murray je bil zadržan pri uporabi enovite šasije, preden bi razumel njeno obnašanje ob trku. Zato je šasijo dirkalnika BT49 preizkusil na crash testu. Moštvo ni sledilo McLarnu MP4/1 iz sezone 1981 s šasijo iz enega kosa do sezone 1986, ko so predstavili dirkalnik Brabham BT55, in bili zadnje moštvo v tem pogledu. Ta tehnologija je danes uporabljena na vseh ravneh dirk enosedežnih dirkalnikov.
Za sezono 1981 je FIA omejila minimalno višino dirkalnika na 60 mm, da bi dirkalne z omejitvijo podtlaka upočasnili v ovinkih. Gordon Murray je v ta namen naredil hidropnevmatično vzmetenje za dirkalnik Brabham BT49C, kar je dirkalniku omogočalo, da je bil pri višji hitrosti mnogo nižji. Ostala moštva so Brabham obtožila goljufanja, toda Murray je menil, da sistem ne krši pravilnika. Proti moštvu zaradi tega ni bilo nobenega ukrepa, zato so podobne sisteme začela uporabljati tudi ostala moštva.
Na dirki za Veliko nagrado Velike Britanije 1982 je Brabham zopet začel uporabljati postanke za dolivanje goriva in menjavo pnevmatik med dirko, kar je bilo prvič po sezoni 1957. Tako so Brabhamovi dirkači lahko na začetku z manj goriva in mehkejšimi pnevmatikami pobegnili. Po preučevanju tehnike postankov na dirkah Indianapolis 500 in NASCAR, je moštvo zmanjšalo čas postanka za menjavo pnevmatik in dolivanje goriva na štirinajst sekund. Leta 1982 je Murray menil, da taka taktika le sporoča sponzorjem, da nimajo možnosti za zmage, toda v naslednji sezoni 1983 je moštvo že dobro izkoristilo tako taktiko. Dolivanje goriva je bilo za sezono 1984 prepovedano in je bilo ponovno dovoljeno šele v sezoni 1994, toda menjava pnevmatik je ostala. Max Mosley, šef FIE, je v drugi polovici devetdesetih let celo trdil, da so postanki v boksih za gledalce večji spektakel kot prehitevanja na stezi.

## Kontroverznost
Dirkalnik z ventilatorjem in hidropnevmatičnim vzmetenjem sta izkoristila luknje v športnih pravilih. V zgodnjih osemdesetih letih je bil Brabham obtožen, da je šel še dlje in prekršil pravila. V sezoni 1981, ko je Piquet osvojil prvi naslov prvaka, so krožile govorice o nelegalnih prelahkih šasijah Brabham. Dirkač Jacques Laffite je bil med tistimi, ki so trdili, da so na šasijo pred uradnim tehtanjem pritrdili balast. To obtožbo je Brabhamovo vodstvo zavrnilo. Proti moštvu pa ni bil vložen noben uraden protest, zato športne oblasti niso mogle ukrepati proti Brabhamu.
Od leta 1978 je bil Ecclestone predsednik združenja Formula One Constructors Association (FOCA), telesa predstavnikov moštev, ki je zastopalo njihove interese. Zaradi tega so se pojavljale obtožbe, da je bil med prvimi obveščen o nameravanih spremembah pravil. Ecclestone je zavrnil, da bi imelo moštvo zaradi tega kakšno korist, Murray pa je nasprotno povedal, da so konec leta 1982 opustili projekt izgradnje dirkalnika BT51, ker so izvedeli, da naj bi bil ground effect dovoljen za sezono 1983. Brabham je tako moral narediti nov dirkalnik Brabham BT52 v vsega treh mesecih. Ob koncu sezone 1983 sta tako Renault kot tudi Ferrari, ki sta bila premagana v dirkaškem prvenstvu s strani Piqueta, protestirala, da je bil indeks goriva RON pri Brabhamu nad dovoljeno mejo 102. FIA je odločila, da je bil indeks do 102,9 v mejah dovoljenega in da Brabham ni prekršil pravil.

## Prvenstveni rezultati
| Sezona | Moštvo                                                | Dirkalnik                              | Gume            | Motor                   | Dirkači                                                                         | Konstruktorsko prvenstvo |
| ------ | ----------------------------------------------------- | -------------------------------------- | --------------- | ----------------------- | ------------------------------------------------------------------------------- | ------------------------ |
| 1962   | Brabham Racing Organisation                           | Lotus 21 Brabham BT3                   | Dunlop          | Coventry-Climax         | Jack Brabham                                                                    | 7. (9 točk)              |
| 1963   | Brabham Racing Organisation                           | Brabham BT3 Brabham BT7 Lotus 25       | Dunlop          | Coventry-Climax         | Jack Brabham Dan Gurney                                                         | 3. (28 točk)             |
| 1964   | Brabham Racing Organisation                           | Brabham BT7 Brabham BT11               | Dunlop          | Coventry-Climax         | Jack Brabham Dan Gurney                                                         | 4. (33 točk)             |
| 1965   | Brabham Racing Organisation                           | Brabham BT7 Brabham BT11               | Dunlop Goodyear | Coventry-Climax         | Jack Brabham Dan Gurney Denny Hulme Giancarlo Baghetti                          | 3. (27 točk)             |
| 1966   | Brabham Racing Organisation                           | Brabham BT19 Brabham BT20 Brabham BT22 | Goodyear        | Repco                   | Jack Brabham Denny Hulme                                                        | Prvak (42 točk)          |
| 1967   | Brabham Racing Organisation                           | Brabham BT19 Brabham BT20 Brabham BT24 | Goodyear        | Repco                   | Jack Brabham Denny Hulme                                                        | Prvak (37 točk)          |
| 1968   | Brabham Racing Organisation                           | Brabham BT24 Brabham BT26              | Goodyear        | Repco                   | Jack Brabham Jochen Rindt Dan Gurney                                            | 8. (10 točk)             |
| 1969   | Motor Racing Developments                             | Brabham BT26/A                         | Goodyear        | Cosworth DFV            | Jack Brabham Jacky Ickx                                                         | 2. (51 točk)             |
| 1970   | Motor Racing Developments                             | Brabham BT33                           | Goodyear        | Cosworth DFV            | Jack Brabham Rolf Stommelen                                                     | 4. (35 točk)             |
| 1971   | Motor Racing Developments                             | Brabham BT33 Brabham BT34              | Goodyear        | Cosworth DFV            | Graham Hill Tim Schenken Dave Charlton                                          | 9. (5 točk)              |
| 1972   | Motor Racing Developments                             | Brabham BT33 Brabham BT34 Brabham BT37 | Goodyear        | Cosworth DFV            | Graham Hill Carlos Reutemann Wilson Fittipaldi                                  | 9. (7 točk)              |
| 1973   | Motor Racing Developments Ceramica Pagnossin Team MRD | Brabham BT37 Brabham BT42              | Goodyear        | Cosworth DFV            | Carlos Reutemann Wilson Fittipaldi Andrea de Adamich Rolf Stommelen John Watson | 4. (49 točk)             |
| 1974   | Motor Racing Developments                             | Brabham BT42 Brabham BT44              | Goodyear        | Cosworth DFV            | Carlos Reutemann Carlos Pace Rikky von Opel Richard Robarts Teddy Pilette       | 5. (35 točk)             |
| 1975   | Martini Racing                                        | Brabham BT44B                          | Goodyear        | Cosworth DFV            | Carlos Reutemann Carlos Pace                                                    | 2. (54 točk)             |
| 1976   | Martini Racing                                        | Brabham BT45                           | Goodyear        | Alfa Romeo              | Carlos Reutemann Carlos Pace Rolf Stommelen Larry Perkins                       | 9. (9 točk)              |
| 1977   | Martini Racing                                        | Brabham BT45/B                         | Goodyear        | Alfa Romeo              | Carlos Pace John Watson Hans-Joachim Stuck Giorgio Francia                      | 5. (27 točk)             |
| 1978   | Parmalat Racing Team                                  | Brabham BT45C Brabham BT46/B/C         | Goodyear        | Alfa Romeo              | Niki Lauda John Watson Nelson Piquet                                            | 3. (53 točk)             |
| 1979   | Parmalat Racing Team                                  | Brabham BT46 Brabham BT48 Brabham BT49 | Goodyear        | Alfa Romeo Cosworth DFV | Niki Lauda Nelson Piquet Ricardo Zunino                                         | 8. (6 točk)              |
| 1980   | Parmalat Racing Team                                  | Brabham BT49/B                         | Michelin        | Cosworth DFV            | Nelson Piquet Ricardo Zunino Hector Rebaque                                     | 3. (55 točk)             |
| 1981   | Parmalat Racing Team                                  | Brabham BT49/B/C                       | Goodyear        | Cosworth DFV            | Nelson Piquet Hector Rebaque Ricardo Zunino                                     | 2. (61 točk)             |
| 1982   | Parmalat Racing Team                                  | Brabham BT49D Brabham BT50             | Goodyear        | Cosworth DFV BMW        | Nelson Piquet Riccardo Patrese                                                  | 2. (76 točk)             |
| 1983   | Fila Sport                                            | Brabham BT52/B                         | Michelin        | BMW                     | Nelson Piquet Riccardo Patrese                                                  | 3. (72 točk)             |
| 1984   | MRD International                                     | Brabham BT53                           | Michelin        | BMW                     | Nelson Piquet Teo Fabi Corrado Fabi Manfred Winkelhock                          | 4. (38 točk)             |
| 1985   | Motor Racing Developments Ltd                         | Brabham BT54                           | Pirelli         | BMW                     | Nelson Piquet Marc Surer François Hesnault                                      | 5. (26 točk)             |
| 1986   | Motor Racing Developments Ltd                         | Brabham BT54 Brabham BT55              | Pirelli         | BMW                     | Elio de Angelis Riccardo Patrese Derek Warwick                                  | 9. (2 točki)             |
| 1987   | Motor Racing Developments Ltd                         | Brabham BT56                           | Goodyear        | BMW                     | Riccardo Patrese Andrea de Cesaris Stefano Modena                               | 8.(10 točk)              |
| 1989   | Motor Racing Developments                             | Brabham BT58                           | Pirelli         | Judd                    | Martin Brundle Stefano Modena                                                   | 9. (8 točk)              |
| 1990   | Motor Racing Developments                             | Brabham BT58 Brabham BT59              | Pirelli         | Judd                    | Stefano Modena David Brabham Gregor Foitek                                      | 10. (2 točki)            |
| 1991   | Motor Racing Developments Ltd                         | Brabham BT59Y Brabham BT60Y            | Pirelli         | Yamaha                  | Martin Brundle Mark Blundell                                                    | 9. (3 točke)             |
| 1992   | Motor Racing Developments Ltd                         | Brabham BT60B                          | Goodyear        | Judd                    | Eric van de Poele Giovanna Amati Damon Hill                                     | NC (0 točk)              |